# Epalzeorhynchos
Chi cá Elpalzeorhynchos là một chi cá trong họ Cyprinidae, chúng còn được biết đến với các tên gọi như cá hắc xá hay cá hồng xá, dựa theo tên gọi của những loài cá nổi tiếng trong chi này. Chi cá Elpalzeorhynchos còn được biết đến với tên gọi là cá mập nước ngọt, mặc dù chúng chẳng có quan hệ gì với các loài cá mập.

## Đặc điểm
Chúng là loài cá sống có lãnh thổ, nên tốt nhất chỉ nuôi một cặp cá đực cái trong một bể cá. Hình dáng màu sắc đển hình là loài cá hắc xá Epalzeorhynchos bicolor có một thân hình đẹp, với cơ thể eo thuôn như một con cá mập màu đen với cặp đuôi màu sắc đỏ tươi. Vây lưng có điểm trắng. Chúng là loài cá ăn tạp, không hề khó khăn khi chúng có thể ăn bất cứ loại thức ăn nào. Thịt đông lạnh, thức ăn khô, trùn chỉ, sâu đỏ.

## Các loài
- Epalzeorhynchos bicolor (H. M. Smith, 1931) Cá chuột Thái đuôi đỏ, cá mập labeo đuôi đỏ, cá hắc xá
- Epalzeorhynchos frenatum (Fowler, 1934) Cá chuột Thái cầu vồng, cá mập labeo cầu vồng, cá hồng xá
- Epalzeorhynchos kalopterus (Bleeker, 1851) Cá phi hồ hay cá cáo bay
- Epalzeorhynchos munense (H. M. Smith, 1934)
- Akrokolioplax bicornis was included in Epalzeorhynchos until 2006.[1]